# Alfonso Giordano di Tolosa
Alfonso Giordano di Tolosa (Terra santa, 1103 – Cesarea marittima, 16 aprile 1148) è stato conte di Rouergue o di Rodez, dal 1105, e conte di Tolosa, autoproclamatosi duca di Settimania o di Narbona e marchese di Provenza, dal 1112 sino alla morte.

## Origine
Figlio ultimogenito del conte di Saint-Gilles, marchese di Gotia, Conte di Tolosa, marchese di Provenza e conte di Tripoli, che fu anche uno dei baroni della Prima Crociata (Crociata dei baroni), Raimondo di Saint Gilles (come risulta dal De Liberatione Civitatum Orientis degli Annali Genovesi di Caffaro e de´ suoi continuatori, Vol. 1) e della sua terza moglie Elvira di Castiglia (?-1155), che, secondo il Chronicon regum Legionensium era figlia illegittima del re di León, re di Castiglia e re di Galizia, Alfonso VI di Castiglia e della sua concubina, Jimena Muñoz(?-1128), figlia di Munio Muñoz (? - dopo il 1186) e della moglie, Velasquita Muñoz (? - dopo il 1185).
Raimondo di Saint Gilles era il figlio secondogenito del conte di Tolosa, conte di Nîmes e conte d'Albi, Ponzio e di Almodis de La Marche (come risulta dal Chronicon sancti Maxentii Pictavensis, Chroniques des Eglises d'Anjou e dalla Chronica Albrici Monachi Trium Fontium (1020-1071), figlia di Bernardo I de la Marche (ca. 991- 16 giugno 1047) conte de la Marche e di Périgord e di Amelia de Rasés (? - † 1053). Il nome della madre, ripreso da un documento del 1053 ("Almodis comitissa, filia que es Amelie comitisse") è citato dallo storico José Enrique Ruiz Domenec nel suo libro Quan els vescomtes de Barcelona eren (Barcelona, 2006) a pag. 320.

## Biografia
Come risulta dal De Liberatione Civitatum Orientis gli fu posto il nome Alfonso. Il secondo nome Giordano gli fu posto al momento del battesimo nel fiume Giordano.
Nel 1105, alla morte del padre, Raimondo di Saint Gilles, il suo fratellastro, Bertrando II, gli succedette in tutti i suoi titoli: conte di Tolosa, marchese di Provenza (benché questi due titoli spettassero ad Alfonso Giordano) e conte titolare di Tripoli; ad Alfonso Giordano andò il solo titolo di conte di Rouergue. Il titolo di conte di Tolosa fu riconosciuto a Bertrando, anche dal papa Pasquale II in diverse bolle papali. la XX del 15 aprile 1105, la XXIV del 4 febbraio 1107, la XXV sempre del 4 febbraio 1107, la XXVIII del 25 luglio 1107 e la XXX del 14 maggio 1108.
Nel 1106, Alfonso Giordano, al seguito di sua madre, Elvira, aveva lasciato la Palestina, rientrando, secondo lo storico britannico, medievalista e bizantinista, Steven Runciman, nel 1108, nella contea di Tolosa.
Alla fine di quello stesso anno, Bertrando partì per la Terra santa, per entrare in possesso della contea di Tripoli lasciando il governo della contea di Tolosa e del marchesato di Provenza al fratellastro, Alfonso Giordano, ancora minore, per cui la madre, Elvira tenne la reggenza per conto di Alfonso Giordano.
Nel 1108, alla partenza del fratello Bertrando per la Terra santa, rimane come suo rappresentante nei feudi del Tolosano e della Provenza.
Nel 1112, alla morte del fratellastro, Bertrando, gli subentrò nei titoli di conte di Tolosa, marchese di Provenza e duca di Narbona; la madre, Elvira, continuò a tenere la reggenza (solo nel 1121, Alfonso Giordano fu dichiarato maggiorenne).
Ma, sempre in quell'anno (1112), dopo la morte di Bertrando II, in nome del diritto ereditario della moglie, Filippa, il duca di Aquitania e Guascogna e conte di Poitiers, Guglielmo IX detto il Trovatore organizzò una spedizione e tra il 1113 ed il 1114, occupò la contea di Tolosa e assieme a Filippa, s'insediarono sul trono della contea, spodestando il conte Alfonso Giordano, che si ritirò nel marchesato di Provenza.
Il documento n° XXVII dell'Histoire Générale de Languedoc, Tome IV, Preuves, datato 1114, ci conferma che Filippa, in tale data, era la contessa di Tolosa che stipulò un accordo con il Visconte di Béziers. Per circa dieci anni, pur avendo divorziato, nel 1115, da Filippa, il duca d'Aquitania e conte di Poitiers fu l'effettivo conte di Tolosa.
Nel 1121, papa Callisto II, con la bolla XL del 21 giugno, pur riconoscendogli il titolo di conte (di Tolosa) minacciò Alfonso Giordano di scomunica per aver attaccato, incendiato e portato morte e distruzione nell'abitato di Saint Gilles.
Il 22 aprile 1122, papa Callisto, con la bolla XLVI, confermò la scomunica al conte Alfonso, per aver attaccato e occupato il monastero di Saint-Gilles.
Guglielmo IX detto il Trovatore, duca d'Aquitania e effettivo conte di Tolosa, cercava di impadronirsi anche del marchesato di Provenza e, in quello stesso anno 1122, aveva assediato in Orange Alfonso Giordano; durante l'assedio però le milizie tolosane si ribellarono e liberarono dall'assedio il loro conte titolare che, dopo una dura lotta durata circa tre anni, riportarono a Tolosa, cacciando Guglielmo. Il conte Alfonso Giordano, solo dopo dieci anni di dura lotta riuscì a rientrare in possesso della contea di Tolosa.
Secondo la Chronica Adefonsi imperatoris Alfonso Giordano, si recò in León per presenziare alla cerimonia di incoronazione di suo cugino, Alfonso VII detto l'imperatore, che lo inviò a trattare con alcuni nobili che si erano ribellati.
Nel 1140, sempre secondo la Chronica Adefonsi imperatoris, Alfonso Giordano rappresentò il cugino, Alfonso VII l'imperatore, nella trattativa di pace, conclusa a Tudela col re di Navarra, García IV Ramírez.

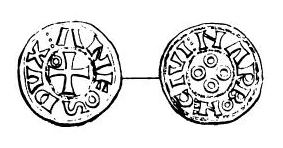
Denaro d'argento battuto a Narbona da Alfonso Giordano durante l'occupazione della città, con impresso sul Dritto l'iscrizione ANFOS DVX (duca Alfonso) e sul Rovescio NARBONE CIVI (Città di Narbona).

Tra il 1134 ed il 1143 tentò invano d'impadronirsi della viscontea di Narbona, approfittando della giovane età dell'ereditiera, Ermengarda di Narbona, come conferma la Gran enciclopèdia catalana.
Verso il 1141 il re di Francia Luigi VII, spinto dalla moglie Eleonora, duchessa d'Aquitania, che aveva della pretese sulla contea di Tolosa in quanto nipote di Filippa di Tolosa, preparò l'assalto alla contea di Tolosa; la spedizione del consistente esercito francese (viene ricordata anche dal monaco e cronista inglese, Orderico Vitale, nella sua Histoira Ecclesiastica, sotto il comando del re, partì nel giugno 1141 e si diresse velocemente su Tolosa, che fu posta sotto assedio, ma si concluse con un insuccesso e dopo alcune settimane si ritirò, senza aver conseguito alcun risultato.
Nel 1141 accordò delle franchigie commerciali, che confermò negli anni seguenti, ai Tolosani.
Nel 1144 fondò Montauban, pose la prima pietra della prima casa.
Nel 1147, Alfonso Giordano aderì all'invito del re di Francia, Luigi VII, e partecipò alla seconda crociata. Secondo le Notes sur l'Histoire de Languedoc, Alfonso Giordano, verso la fine di quell'anno, si imbarcò a Port-de-Bouc per la Terra santa, dove arrivò il 15 aprile 1148, sbarcando a San Giovanni d'Acri, accompagnato, secondo Steven Runciman, dalla moglie, Faydide o Faydive. Si avviò verso Gerusalemme e, secondo Steven Runciman, fu avvelenato lungo il percorso.
La morte di Alfonso Giordano viene ricordata sia dal Sigeberti Continuatio Præmonstatensis, nei pressi di Cesarea, avvelenato per ordine della regina Eleonora, sia dall'arcivescovo della città di Tiro, Guglielmo di Tiro, che ci rammenta che morì a Cesarea, per avvelenamento, di cui non si conosce l'artefice.
Gli succedette il figlio Raimondo, nei titoli di conte di Tolosa e marchese di Provenza.

## Matrimonio e discendenza
Nel 1125, Alfonso Giordano sposò la figlia di Raimondo Decano II, signore d'Uzès e Posquiêres, Faydide o Faydive, che viene citata nella Histoire de Montpellier, come madre del conte Raimondo V. Inoltre nella Histoire Générale de Languedoc, Notes, Tome IV, viene citata una lettera del fratello di Faydive, che si definisce zio materno del conte Raimondo V.
Alfonso Giordano e Faydide o Faydive ebbero cinque figli:
- Raimondo V[31] (1134-1195), conte di Tolosa[32] e marchese di Provenza.
- un maschio (?-1138), morto in tenera età[33]
- Alfonso II di Tolosa (?- dopo il 1181[34]), che, nel 1171, sottoscrisse l'alleanza che il fratello Raimondo fece con il visconte di Béziers, Ruggero[35]
- Faidiva o Faydive(?-1154), che sposò, nel 1151, il conte Umberto III di Savoia (1136-1189)
- Agnese (?-1187);

da amanti sconosciute Alfonso Giordano ebbe altri quattro figli:
- Ponzio (?-16 aprile 1203), ricordato da un epitaffio nella cattedrale di Nîmes
- Bertrando (?-dopo il 1159), fu, ancor giovane, col padre in Terra santa e dopo la morte di Alfonso Giordano fu catturato dai musulmani[29] mentre secondo Guglielmo di Tiro, fu catturato da Norandino presso Aleppo[36], e, secondo Steven Runciman, fu tra i Cristiani liberati nel 1159, dopo l'accordo che Norandino fece con l'Imperatore bizantino Manuele I Comneno[10].
- Laurentia, citata nel documento n° XIII delle Preuves de l'Histoire Générale de Languedoc[37]
- una figlia femmina, che, dopo la morte del padre, fu catturata dai musulmani, assieme al fratello Bertrando[29]. Secondo la Chronique de Robert de Torigny, divenne moglie del signore di Aleppo, Norandino[38]

### Fonti primarie
- (LA)  Preuves de l'Histoire Générale de Languedoc, tome V.
- (LA)  Chronicon sancti Maxentii Pictavensis, Chroniques des Eglises d'Anjou.
- (LA)  Monumenta Germaniae Historica, Scriptores, tomus XXIII.
- (LA)  Bullaire de l'Abbaye de Saint-Gilles.
- (LA)  Historia rerum in partibus transmarinis gestarum, libro XVI.
- (LA)  Annali Genovesi di Caffaro e de´ suoi continuatori, Vol. 1.
- (LA)  Monumenta Germaniae Historica, Scriptores, tomus VI.
- (LA)  Chronique de Robert de Torigny, Tome II.
- (LA)  Histoire Générale de Languedoc avec des Notes, tome V.
- (LA)  Historia rerum in partibus transmarinis gestarum, libro XVIII.
- (LA)  Histoire Générale de Languedoc avec des Notes, tome IV.
- (LA)  Recueil des actes de Henri II roi d´Angleterre et duc de Normandie, Tome II.
- (LA)  Orderici Vitalis, Histoira Ecclesiastica.

### Letteratura storiografica
- Louis Alphen, La Francia nell'XI secolo, in «Storia del mondo medievale», vol. II, 1979, pp. 770–806
- William B. Stevenson, La prima crociata, in «Storia del mondo medievale», vol. IV, 1979, pp. 718–756
- Charles Lethbridge Kingsford, Il regno di Gerusalemme, 1099-1291, in «Storia del mondo medievale», vol. IV, 1979, pp. 757–782
- Louis Halphen, La Francia: Luigi VI e Luigi VII (1108-1180), in «Storia del mondo medievale», vol. V, 1980, pp. 705–739
- Paul Fournier, Il regno di Borgogna o d'Arles dall'XI al XV secolo, in «Storia del mondo medievale», vol. VII, 1981, pp. 383–410
- (EN)  Chronica Adefonsi imperatoris.
- (FR)  Histoire Générale de Languedoc, Notes, Tome IV.
- (FR)  Histoire de Montpellier.
- (EN)  The World of El Cid: Chronicles of the Spanish Reconquest.